# Haji Dirie Hirsi
Haji Dirie Hirsi (* 1905 bei Hafun, Somalia; † 18. Mai 1976 in Bonn) war ein somalischer Geschäftsmann, Reformer und Politiker. Er war an der Gründung der Somalischen Jugendliga beteiligt, die sich für die Unabhängigkeit des damaligen Italienisch-Somaliland einsetzte.

## Leben
Dirie Hirsi wurde in eine Nomadenfamilie auf Ras Hafun im Norden des damaligen Italienisch-Somaliland hineingeboren. Seine Mutter war Bullo Ali aus dem Clan der Umar Mahamud-Majerteen-Darod.
Zu der Zeit, als Dirie Hirsi etwa fünf Jahre alt war, war in der Region der Krieg der Darawiish (Derwisch)-Bewegung unter Mohammed Abdullah Hassan gegen die Kolonialherren Britisch-Somalilands, gegen Äthiopien und Italien in Gange. Diries Mutter, die damals schwanger war, fühlte sich von den Darawiish bedroht und schickte Dirie und dessen zwei Jahre älteren Bruder mit den Brüdern ihres Mannes nach Warsheikh bei Mogadischu, um später nachzukommen. Sie selbst kam nie an, da sie von zwei Darawiish getötet wurde, die sich nicht einigen konnten, welcher von beiden sie nehmen sollte.
Dirie, sein Vater, sein älterer und später auch sein jüngerer Bruder blieben in Warsheikh, wo der Vater an Malaria starb. Daraufhin zogen die verbliebenen Familienmitglieder mit einem Onkel nach Jawhar. Mit acht Jahren wurde Dirie dort Angestellter eines Eritreers, der Beamter in italienischem Dienst war. Jeden Abend nach der Arbeit studierte er den Koran.

### Handelstätigkeit
Mit 15 eröffnete Dirie ein Zelt in Jawhar, in dem er Tee anbot. Dieses Unternehmen expandierte zu einem kleinen Restaurant, in dem er seine Brüder und eine Schwester mitbeschäftigte. Um 1935 begann er, zwischen Hafun und Aden Handel mit somalischem Vieh und arabischen Datteln und Kleidern zu treiben. Im Rahmen seiner Handelstätigkeit kam er auch nach Mogadischu. 1938 heiratete er Hawa Hirsi Nur, deren Eltern ihn dazu brachten, in Mogadischu zu bleiben. Zu dieser Zeit hatte er bereits den Haddsch nach Mekka absolviert und trug seither den Titel Haji.
1940 heiratete Haji Dirie Hirsi Hawa Hoosh. Er exportierte auch Weihrauch, Fisch und Ghee (die einzigen Güter, die in jener Zeit von Somaliern exportiert werden durften) nach Sansibar und Mombasa und importierte von dort europäische Kleidung und Gewürze. Jahrelang war er der führende Somalier in der Handelskammer von Mogadischu, die 1947 120 Italiener, 45 Inder, 22 Somalier, zwei Briten, zwei Juden und einen Eritreer umfasste.

### Öffentliche Aktivitäten
Haji Dirie Hirsi wurde in Somalia für seine Aktivitäten für das Gemeinwohl bekannt. So trug er 1946/47 zu einer Küche für Arme (genannt Suus-Küche, nach dem Maß für 1 kg Getreide, was dort täglich pro Person ausgegeben wurde) bei.
Dirie trat auch politisch hervor, indem er ab 1943 die neu gegründete Partei Somalische Jugendliga (SYL) mitfinanzierte, die sich für die Unabhängigkeit der Somali einsetzte. Als Mitglied der Handelskammer gehörte er zu den Sprechern der Somalier gegenüber einer Fact Finding Mission der UNO 1948, die darüber entscheiden sollte, ob Italienisch-Somaliland (das seit dem Zweiten Weltkrieg von Großbritannien besetzt war) wieder an Italien zurückgegeben werden sollte. Dirie kritisierte am italienischen Kolonialismus die Enteignung somalischer Bauern zugunsten italienischer Siedler v. a. in Jawhar und in Jenale bei Merka, die fehlende Ausbildung und Ausrüstung für somalische Bauern, die Nahrungsmittelproduktionspolitik der Italiener und das – unter den Briten wieder abgeschaffte – Verbot für Somalier, landwirtschaftliche Produkte zu exportieren.
1949 gründete er die erste Sekundarschule in Somalia.
1976 starb Haji Dirie Hirsi in Bonn, Deutschland, wohin er für eine medizinische Behandlung ausgeflogen worden war. Er ist in Mogadischu begraben.